# Madama
Ne doit pas être confondu avec Castel Madama.
Madama est un fort militaire situé dans la région d'Agadez au nord du Niger, non loin de la frontière avec la Libye.

## Géographie

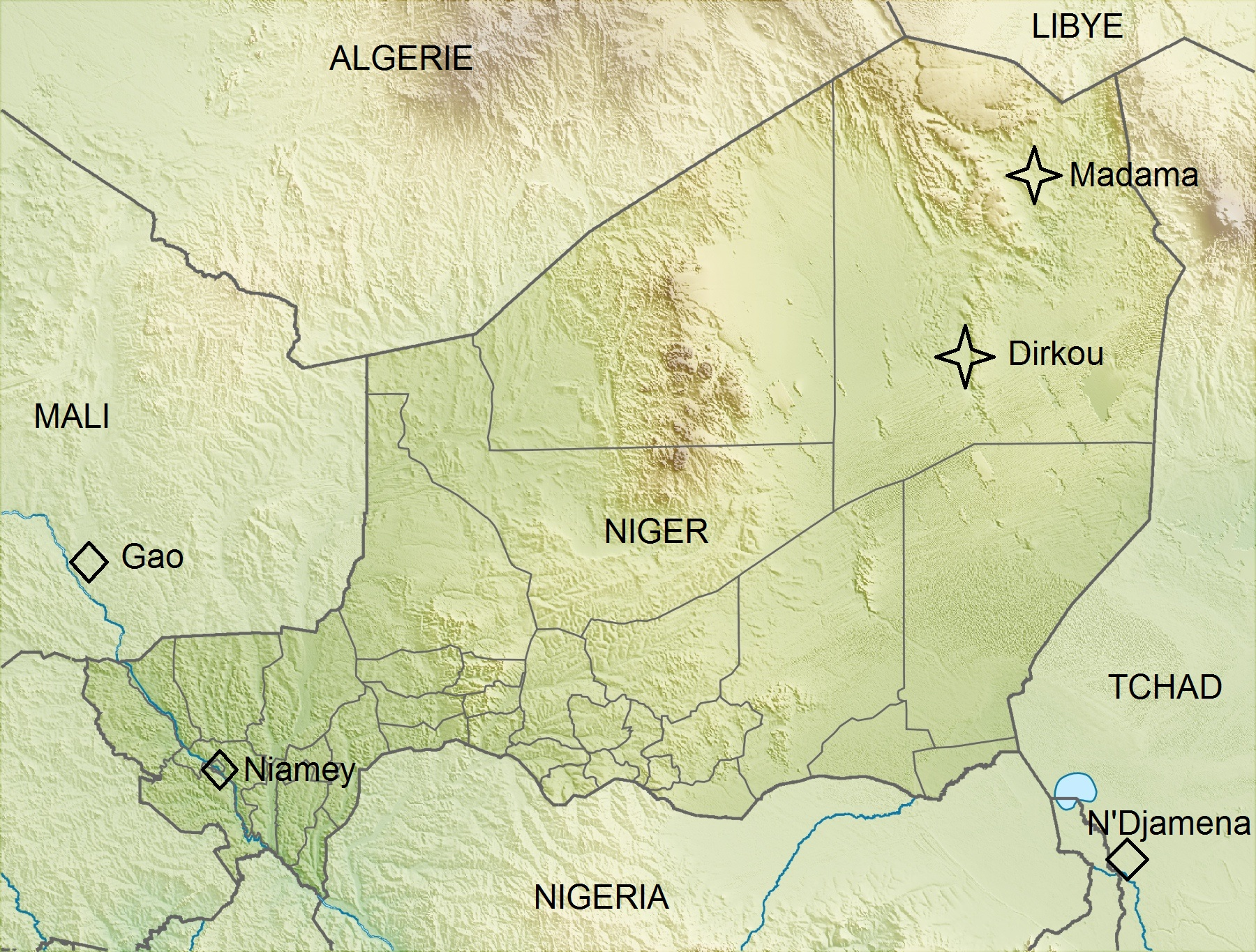
Localisation du site de Madama au Niger

Madama est situé au nord du Niger (au nord du plateau du Djado et au sud du plateau du Manguéni), comportant un fortin bâti à partir de 1930-1931, un aérodrome ainsi qu'un point d'eau connu initialement sous le nom d'Er Roui.
Il est situé à 200 kilomètres au sud-est de la passe de Salvador, et à 100 kilomètres de la piste de Kourou-Arkenne et de la frontière de la Libye. Madama est situé à 340 kilomètres au nord de Dirkou.
Son positionnement géographique en fait un lieu stratégique du fait des divers trafics qui prolifèrent dans la région, notamment de cigarettes, de whisky et de drogue,. Il sert de poste frontière pour le contrôle des déplacements entre le Niger et la Libye. La région est une zone de passage traditionnelle pour les migrants rejoignant la Libye et l'Europe, en provenance d'Agadez et Dirkou, malgré les risques de décès par déshydratation en cas de panne.
À Madama règne un climat désertique chaud (Classification de Köppen BWh) typique de la zone saharienne hyper-aride, c'est-à-dire du cœur du Sahara. Le climat y est caractérisé par l'absence absolue de précipitations, l'insolation ininterrompue et de très hautes températures toute l'année, ce qui contribue à une aridité extrême. Il pleut probablement une fois tous les cinq ans dans la région, et la pluviométrie moyenne doit être à peine de 0 à 2 millimètres mais cela peut varier considérablement d'année en année. Le soleil brille en continu et la température peut facilement dépasser les 50 °C à l'ombre pendant plusieurs mois dans cette immensité désertique et descendre en dessous de 0 °C, la nuit en hiver.

## Histoire

### Période coloniale
Le fort de Madama fait partie des fortifications créées en Afrique par la France durant la période coloniale ; sa construction répond alors à un souci de contrôle du trafic caravanier transsaharien, de contrôle des populations Toubou et à une volonté de borner et défendre les confins du nord de la colonie du Niger face aux risques d'expansion italienne depuis la Libye.
Le 16 septembre 1930, les lieutenants Feyler et Vandenbroucke avec leurs tirailleurs et goumiers commencent les travaux de reconnaissance et de balisage. La construction est réalisée avec des matériaux locaux, essentiellement du pisé de couleur rouge, d'où le nom de Madama : mada signifiant « rouge » en langue Téda. Il est inauguré le 4 octobre 1930, évacué partiellement en février 1931, puis réoccupé.
Poste isolé au milieu du Sahara, il doit être ravitaillé en nourriture. Il arrive aux premiers occupants de souffrir de scorbut et de béribéri, faute de fruits et légumes frais.
L'essentiel de la construction du corps principal du fortin est réalisée à partir de septembre 1931 sous les ordres du lieutenant Henri Séré de Rivières (1906-1997). Des travaux de fortification additionnels sont réalisés peu avant la Seconde Guerre mondiale avec la construction de deux casemates reliées au fortin par des couloirs souterrains.
L'armée française y maintient une présence jusque dans les années 1960.

### Période moderne

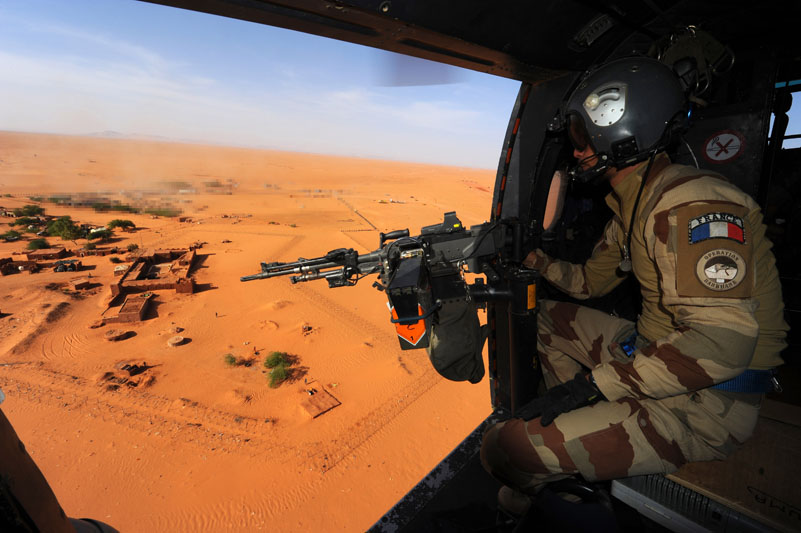
Vue aérienne du fort de Madama, novembre 2014.

Le fortin est entouré de barbelés et disposait auparavant d'un champ de mines antipersonnel, identifiées depuis 2011 sur une superficie d'au moins 2 400 mètres carrés. Le Niger, signataire de la Convention d'Ottawa sur l’interdiction des mines antipersonnel, doit les détruire avant le 31 décembre 2015.
L'armée du Niger y entretient une garnison d'une centaine d'hommes, dépendant du 24e Bataillon Interarmées de Dirkou,.
En janvier 1997 et en septembre 1998, des combats ont lieu à quelques kilomètres de Madama, entrainant plusieurs décès.
Le 10 octobre 2014, des combats au sud-ouest de Madama opposent l'armée française et un convoi logistique d'AQMI ou d'Al-Mourabitoune, près de Tchibarakaten, en provenance du sud-libyen et à destination du nord du Mali.
Le 23 octobre 2014, dans le cadre de l'opération Barkhane, l'armée française annonce y créer une base opérationnelle avancée temporaire, à environ un kilomètre du fortin. Un puits doit être creusé. Différentes unités du génie sont chargées de la réhabilitation de la piste d’aviation, longue de 1 800 mètres, et de l'édification de la base : 25e RGA, 17e RGP, 19e RG et 31e RG. La fin des travaux est prévue pour le printemps 2015, puis reportée au 1er juillet 2015.
Une cinquantaine de militaires du 3e RPIMa y sont initialement affectés, dans le cadre du Groupement Tactique Désert Est (GTD-Est) « BRUNO ». L'effectif total est d'environ 200 à 250 au 1er janvier 2015, incluant 120 parachutistes du 3e RPIMa, des soutiens du 1er RHP (cavalerie), du 35e RAP (artillerie), une antenne chirurgicale (ACA no 6) des éléments du 516e RT (train) et les différentes unités du Génie,.
Le fort de Madama sert de poste de commandement tripartite (français, nigérien et tchadien) pour l'opération Mangouste, une opération de contrôle de zone qui se déroule du 20 au 27 décembre 2014 dans le nord du Niger et du Tchad et permet la saisie d'armes, de munitions et de deux tonnes de drogue ainsi que l'interpellation de trafiquants de drogue et d'orpailleurs.
Début février 2015, le 2e REP — constituant l'ossature du GTD Est « ALTOR » — prend la succession du 3e RPIMa dans la conduite des opérations, notamment à Madama ; les opérations de montée en puissance de la base avancée de Madama se poursuivent. Deux opérations aéroportées (opérations Kounama 2 et Koumana 3) sont réalisées dans la zone de la passe de Salvador, avec largage de parachutistes de nuit.

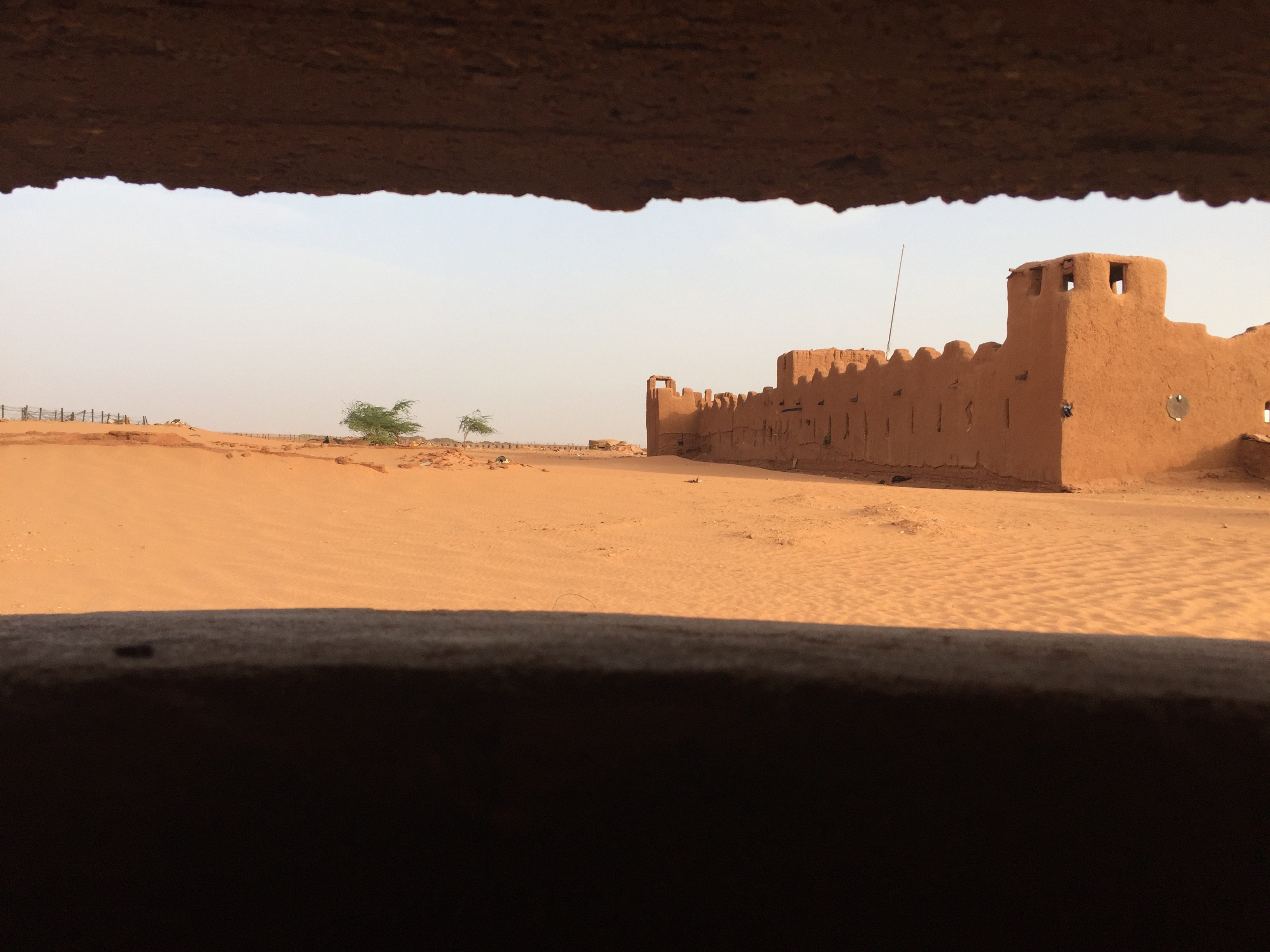
Vue du fort d'une position avancée au nord, juin 2017.

Début juin 2015, le 8e RPIMa — constituant l'ossature du GTD Est « Chimère » — prend la suite du 2e REP. Une opération aéroportée similaire (Koumana 4) est réalisée du 20 juillet au 1er août dans la passe de Salvador par le 8e RPIMa et le 35e RAP, appuyés au sol par des éléments du 3e régiment de hussards.
Début juillet 2019, la base avancée est « mise en sommeil » par l’armée française. La garnison nigérienne restant sur place,,.